# Horst Remus
Horst Remus  (* 9. April 1928 in Hildburghausen; † 31. Mai 2007 in Cupertino, Kalifornien) war ein deutschamerikanischer Informatiker bei IBM.

## Leben
Remus, der noch zur Flakhelfer-Generation zählte, wuchs in Rostock und Hamburg auf und studierte Mathematik in Hamburg mit dem Diplom in Angewandter Mathematik bei Lothar Collatz. Er war ab 1956 bei IBM, wo er bis zu seiner Pensionierung 1990 blieb. Danach lebte er in Los Altos.
Zunächst war er im IBM 650 Rechenzentrum in Sindelfingen. Ab 1960 baute er auf Einladung von Karl Ganzhorn die Mathematische Abteilung (Software) und das Rechenzentrum im IBM Labor Böblingen auf. Dort wurden Software-Simulationsprogramme und Systemprogramme entwickelt und Remus initiierte auch ein Algol-Projekt für die IBM/360. 1965 wechselte er in die Gesamtleitung der europäischen IBM-Laboratorien in Nizza (damals von Byron Havens geführt) und war dort für Software zuständig. Ab 1969 leitete er die Entwicklung eines mit dem OS/360 verträglichen Betriebssystems für die kleineren Computer des System 360, was vom Forschungszentrum Böblingen initiiert wurde. Das Projektziel wurde zwar 1970 zugunsten einer Erweiterung des bestehenden Betriebssystems OS/360 eingestellt, es entwickelte sich daraus aber später DOS/VS im niederländischen IBM Labor.  1970 ging er in die USA als Manager im IBM-Forschungszentrum in Raleigh (North Carolina) als Nachfolger von James H. Frame. Dort entwickelte er Telekommunikations-Software. Ab 1973 war er in Palo Alto und ab 1977 kommissarischer Leiter des neuen IBM Software-Labors in Santa Teresa (San Jose), später unter Leitung von Frame. Er war maßgeblich an der Entwicklung von Datenbanksystemen (IMS, DB2) beteiligt, befasste sich mit  Compilerentwicklung und baute eine der ersten Softwaremanagement-Gruppen bei IBM (ein Mitarbeiter war Capers Jones) auf und führte bei IBM Softwaremetriken ein. Er initiierte auch eine Zusammenarbeit mit Friedrich L. Bauer (CIP-Projekt in München).
Er war passionierter Schachspieler und befasste sich im Ruhestand auch mit der Geschichte des Schachspiels (Ursprünge an der Seidenstraße). 1962 trug er auf dem IFIP Kongress in München über die Programmierung von Go vor. Er war zuletzt US-Staatsbürger.

## Schriften
- Programmierung und Anwendung elektronischer Ziffern-Rechenautomaten, Berlin: Schiele und Schön 1963 (Technische Handbücherei)
- „Simulation of a Learning Machine for Playing Go“ (by H. Remus from IBM Laboratories Böblingen) in „Go Monthly Review“ des Nihon Ki-in 7/1964, S. 35–39